# Fouquenies
Fouquenies is een gemeente in het Franse departement Oise (regio Hauts-de-France) en telt 439 inwoners (1999). De plaats maakt deel uit van het arrondissement Beauvais.

## Geografie
De oppervlakte van Fouquenies bedraagt 6,4 km², de bevolkingsdichtheid is 68,6 inwoners per km².
De onderstaande kaart toont de ligging van Fouquenies met de belangrijkste infrastructuur en aangrenzende gemeenten.

## Demografie
Onderstaande figuur toont het verloop van het inwonertal (bron: INSEE-tellingen).